# 임관식
임관식(1975년 7월 28일 ~ )은 대한민국의 은퇴한 축구 선수이자 현 축구 지도자로 현역 시절 전남 드래곤즈와 부산 아이파크에서 미드필더로 활약했다.

## 클럽 경력

### 전남 드래곤즈1기
1998년 전남 드래곤즈 입단을 통해 프로에 데뷔한 이후 2003년까지 전남의 핵심 미드필더로 활약하며 1998년 K리그 4위, 1999년 K리그 3위, 2000년 대한화재컵 준우승, 2000년 아디다스컵 4강, 2003년 FA컵 준우승 등에 이바지했다.

### 부산 아이파크
2004 시즌을 앞두고 부산 아이파크로 이적하여 2006년까지 3시즌동안 안드레 에글리 감독의 지휘하에 부산의 미드필더이자 주장으로 활약하며 2004년 FA컵 우승, 2005년 AFC 챔피언스리그 4강, 2005년 슈퍼컵 준우승, 2005년 K리그 전기리그 우승 및 2005년 K리그 챔피언십 4강 진출 등에 기여했다.

### 전남 드래곤즈 2기
2006 시즌을 마친 뒤 친정팀인 전남 드래곤즈로 복귀하여 1년 6개월간 활약하며 2007년 FA컵 우승에 일조했으며 2008년 8월 30일 성남 FC와의 2008년 K리그 17라운드 홈 경기에서 치러진 은퇴식을 끝으로 10년간의 현역 선수 생활을 마감했다.

## 지도자 경력

### FC 목포
2008년 은퇴 후 축구 종주국인 영국으로 잠시 지도자 연수를 떠났다가 2010년 당시 내셔널리그 소속팀인 FC 목포(당시 목포시청)의 코치로 부임하며 본격적인 지도자 생활을 시작했고 2011 시즌까지 김정혁 감독을 보좌하며 2011년 내셔널축구선수권대회 8강 진출의 성과를 남겼다.

### 광주 FC
2012년 1월 최만희 감독의 부름을 받고 광주 FC의 코치로 이적한 후 1시즌동안 최만희 감독을 보좌했으나 팀은 12팀 중 최하위로 차기 시즌 K리그2로 강등되었고 2012 시즌을 끝으로 광주 FC 코치직에서 물러났다.

### 호남대학교& 광주 FC
광주 코치직에서 물러난 후 2013년부터 2014년까지 2시즌동안 모교인 호남대학교의 감독으로 활동하다가 2014년 스카우트 자격으로 잠시 광주 FC에 복귀했다.

### 전남 드래곤즈
2014 시즌을 마치고 과거 팀 동료였던 노상래 감독의 부름을 받아 전남 드래곤즈의 코치로 은퇴 후 7년만에 친정팀으로 복귀하여 2017 시즌까지 노상래 감독을 보좌하며 2016년 K리그1 상위스플릿 진출에 기여했으며 2017 시즌 이후 약 3년동안 유소년 육성에 힘썼다.

### 김천 상무
유소년 육성에 힘쓰고 있던 중 2020 시즌을 앞두고 김태완 감독의 부름을 받고 김천 상무(당시 상주 상무)의 수석 코치로 부임하여 2022 시즌까지 3시즌동안 김태완 감독을 보좌했고 특히 2020년 K리그1에서는 창단 36년만에 4위라는 상무 축구단 역사상 K리그1 역대 최고 성적에 기여했으며 2021년 K리그2에서는 전신인 상주 시절 이후 6년만의 K리그2 통산 3번째 우승이자 2년만의 K리그1 복귀에 기여했다.

### 안산 그리너스
2023 시즌을 앞두고 전남 드래곤즈의 수석 코치로 복귀하여 이장관 감독을 보좌하고 있던 중 2023년 8월 16일 K리그2의 안산 그리너스의 사령탑으로 부임하며 지도자 커리어를 시작한지 13년만에 처음으로 프로팀 감독을 맡게 되었다.

## 수상

### 클럽 (선수)
전남 드래곤즈
- K리그1 : 3위 (1999), 4위 (1998)
- FA컵 : 우승 (2007), 준우승 (2003)
- 리그컵 : 준우승 (2000 대한화재), 4강 (2000 아디다스)

부산 아이파크
- K리그1 : 4위 (2005)
- FA컵 : 우승 (2004)
- AFC 챔피언스리그 : 4강 (2005)
- 슈퍼컵 : 준우승 (2005)

### 클럽 (지도자)
김천 상무 (수석 코치)
- K리그1 : 4위 (2020)
- K리그2 : 우승 (2021)

## 여담
2011년 호남대학교 대학원에서 체육학 석사를 수여받았고 2017년에는 같은 대학원에서 축구학 박사학위를 받으면서 일명 '공부하는 지도자'로도 잘 알려져 있다.